# إغناثيو دون
إغناثيو دون (بالإسبانية: Ignacio Don) (28 فبراير 1982 في الأرجنتين - ) هو لاعب كرة قدم باراغواياني وأرجنتيني في مركز حراسة المرمى. لعب مع ناسيونال أسونسيون وهواتشيباتو وروبيو نيو ‏.

## وصلات خارجية
- إغناثيو دون على موقع قاعدة بيانات كرة القدم.إي يو (الإنجليزية)
- إغناثيو دون على موقع Soccerway.com (الإنجليزية)